# Maurine Ricour
Maurine Ricour (27 de septiembre de 1991) es una deportista belga que compite en duatlón. Ganó dos medallas en el Campeonato Europeo de Duatlón, bronce en 2022 y plata en 2023.

## Palmarés internacional
| Campeonato Europeo | Campeonato Europeo | Campeonato Europeo | Campeonato Europeo |
| Año                | Lugar              | Medalla            | Prueba             |
| ------------------ | ------------------ | ------------------ | ------------------ |
| 2022               | Bilbao (España)    | Medalla de bronce  | Individual         |
| 2023               | Caorle (Italia)    | Medalla de plata   | Individual         |